# دانو

دانو شهری در شهرستان بانا در استان باله در بورکینافاسوی جنوبی است و جمعیت آن ۱۳۱۱ نفر است.